# Mario Revelli di Beaumont

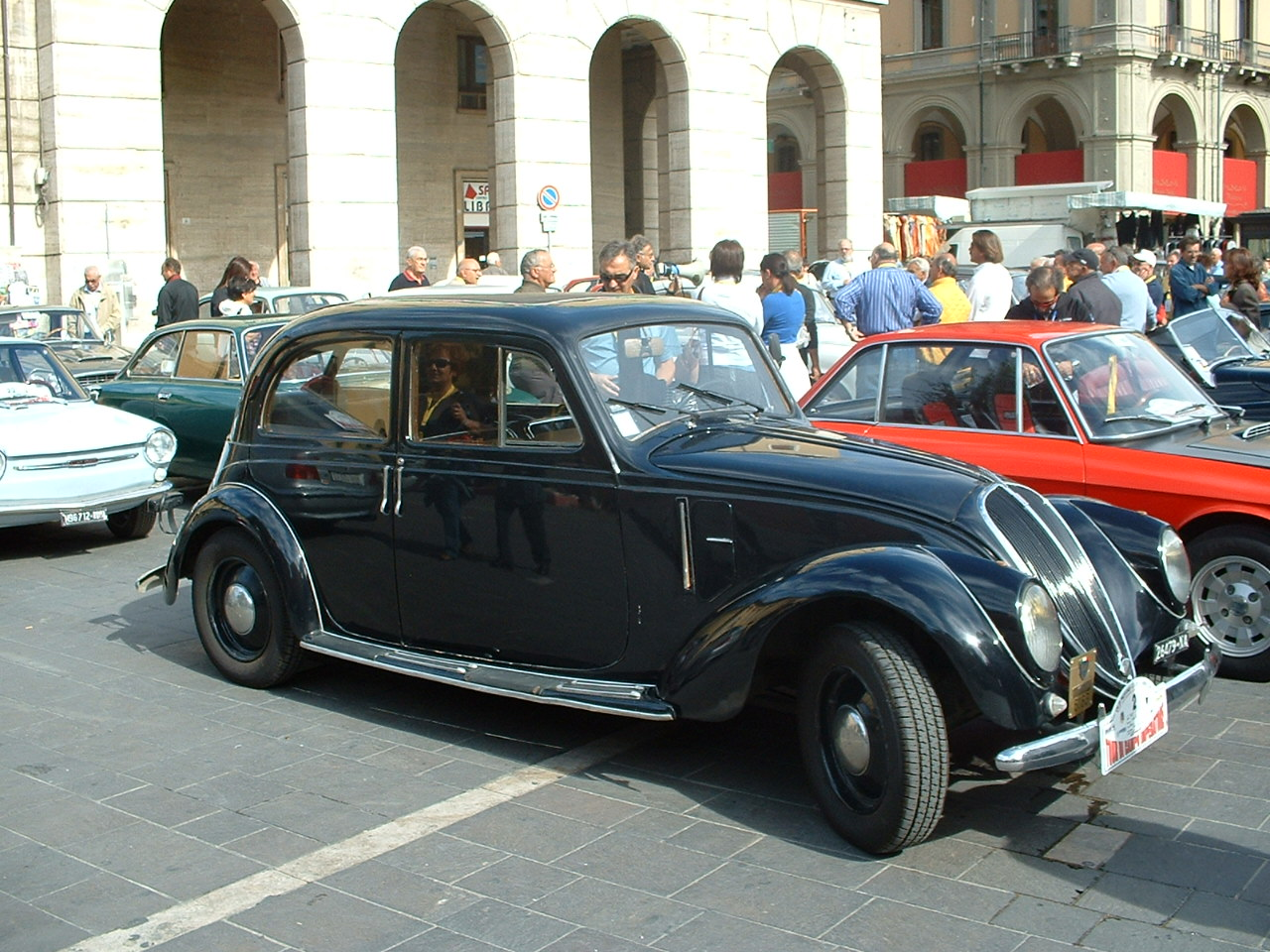
Fiat 6C 1500

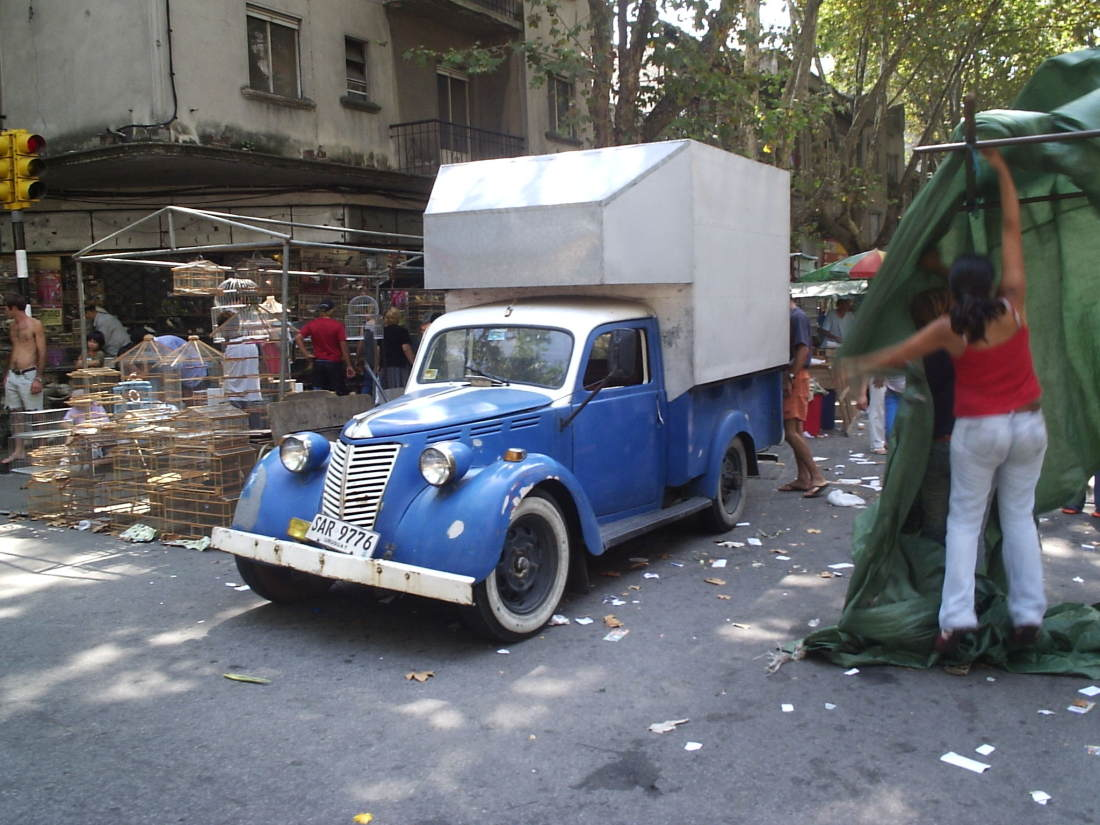
Fiat 1100 ELR

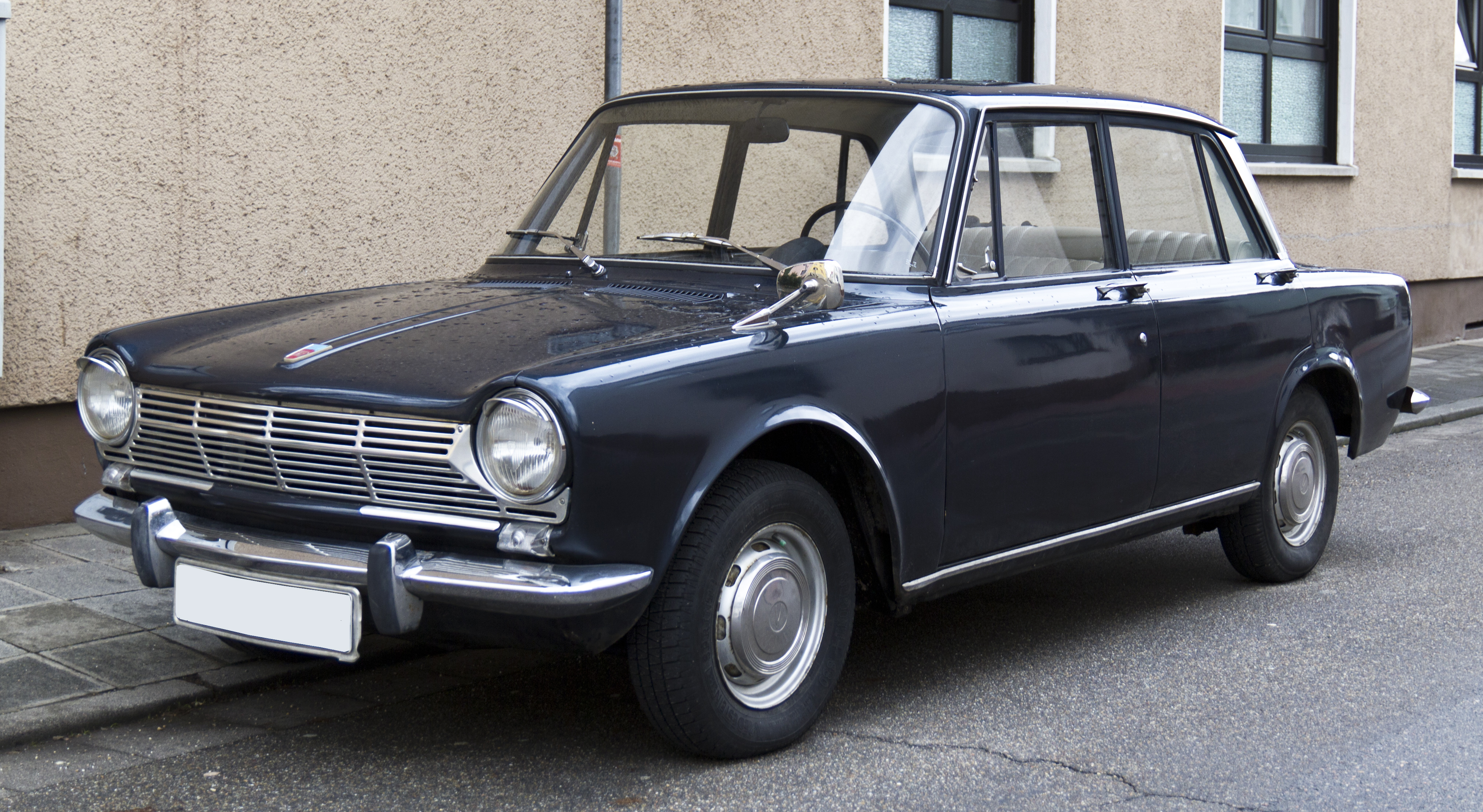
Simca 1300

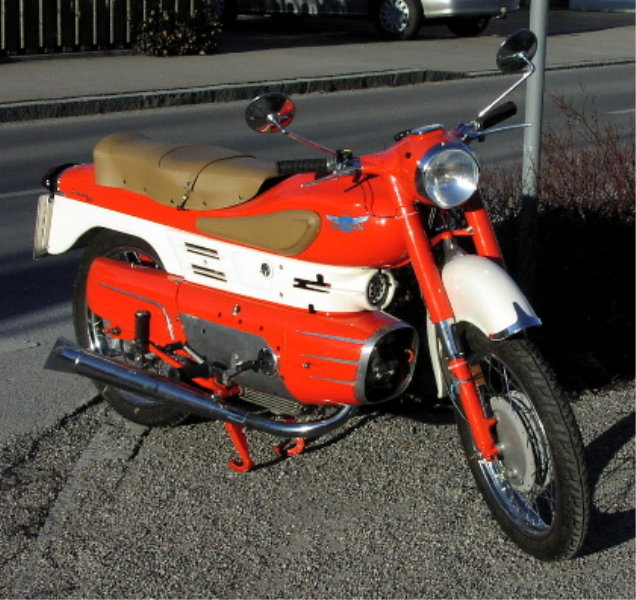
Aermacchi Chimera

Mario Revelli di Beaumont (* 25. Juni 1907 in Rom; † 29. Mai 1985 in Grugliasco) war ein italienischer Motorradrennfahrer und Fahrzeugdesigner.

## Leben
Mario Revelli di Beaumont entstammte einem alten piemontesischen Adelsgeschlecht und bekam das Interesse für Mechanik von seinem Vater Abiel Bethel Revelli di Beaumont, der Offizier des Esercito Italiano und Konstrukteur automatischer Schusswaffen war, in die Wiege gelegt.
Ab 1922 besuchte er die Scuola Militare Nunziatella in Neapel. Parallel dazu begann er, angespornt durch seinen Bruder Gino, der in Turin die Marke Henderson vertrat, Fahrwerke für Motorräder zu entwickeln und diese auch in Rennen zu erproben. Die beiden Brüder bauten mit der GR 500 ein Rennmotorrad, das mit einem 500-cm³-J.A.P.-Einbaumotor ausgerüstet war und mit dem Mario Revelli di Beaumont am 13. September 1925, im Alter von nur 18 Jahren, den IV. Großen Preises der Nationen auf dem Circuito di Milano gewann. Da bei diesem Grand Prix gleichzeitig die Titel der Motorrad-Europameisterschaft 1925 vergeben wurden, krönte er sich damit vor seinen Landsmännern Pietro Ghersi (Moto Guzzi) und Mario Saetti (Norton) zum Halbliter-Europameister.
Nach Abschluss seines Studiums in Neapel begann Mario Revelli di Beaumont in Turin für die Stabilimenti Farina zu arbeiten, wo er maßgeblichen Anteil am Design mehrerer Luxusautomobile von Isotta Fraschini und dem Fiat 525 hatte. Bald wirkte er auch für andere große Karosseriebauer seiner Zeit wie Garavini oder die Carrozzeria Ghia. Im Jahr 1929 begann der Italiener für Fiat zu arbeiten. Auch hier widmete er sich vor allem der Gestaltung von Luxus- und Sportwagen-Modellen, wirkte aber auch an einigen günstigeren Modellen mit. Außerdem designte er für Fiat Aviazione auch Innenausstattungen für Flugzeuge. In dieser Zeit fing er außerdem an, an einem Projekt für einen Van zu arbeiten, das von Fiat aber nach einiger Zeit beendet und erst etwa 20 Jahre später umgesetzt wurde.
Im Jahr 1930 wurde Pininfarina gegründet und Revelli di Beaumont begann parallel zu seinem Engagement bei Fiat auch für den Betrieb von Battista Pininfarina zu arbeiten. Im Jahr 1935 zeichnete er, unterstützt durch Patron Giovanni Agnelli, für das für die damalige Zeit sehr innovative Design des Fiat 6C 1500 verantwortlich. In der Mitte der 1930er-Jahre entwarf er außerdem einige sportliche Modelle für Fiat. In der zweiten Hälfte der 1930er arbeitete vor allem mit Pininfarina und der Carrozzeria Viotti zusammen. In dieser Zeit waren im europäischen Automobildesign geschwungenen und besonders aerodynamische Linien modern. Revelli di Beaumont wurde in der Folge Italiens größter Vertreter dieses Stiles, der unter dem französischen Begriff flamboyant bekannt wurde. Zur selben Zeit forschte er außerdem auch an einem Kleinwagen mit elektrischem Antrieb.
Mit dem Ausbruch des Zweiten Weltkrieges verlegte sich die italienischen Automobilindustrie zunehmend auf die Entwicklung von Militärfahrzeugen. Mario Revelli di Beaumont arbeitete in dieser Zeit vor allem für Viotti am Umbau des Fiat 1100 in Krankenwagen sowie leichte Lastkraftwagen. Gegen Kriegsende wurde er, da er dem Adel angehörte und deshalb unter den Verdacht geriet, ein Monarchist zu sein, von den Deutschen verhaftet und später von Partisanen der Resistenza befreit.
Nach Kriegsende arbeitete Revelli di Beaumont wieder für Pininfarina, Fiat, Siata und Viotti. Bei Viotti knüpfte er an seine Aktivitäten während des Krieges an und kreierte 1946 mit dem 1100 Fiat Viotti Giardinetta einen Urahn des modernen Kombis. Im Jahr 1952 ging Revelli di Beaumont in die USA, wo er für General Motors an der Entwicklung eines Citycars mitwirkte. 1954 kehrte er nach Italien zurück und begann, für den französischen Hersteller Simca zu arbeiten, wo er einige Spezialkarosserien für den Simca 8 und den Aronde zeichnete und besonders großen Einfluss auf das Design des Simca 1000 sowie des Simca 1300 hatte. Später arbeitete er für den italienischen Motorradhersteller Aermacchi, für den er das futuristische aber erfolglose Modell Chimera designte, das 1956 auf dem Salone di Milano vorgestellt wurde.
Ab 1963 arbeitete Mario Revelli di Beaumont wieder für Pininfarina, beriet aber auch Unternehmen in Übersee. Später lehrte der Italiener an der Scuola d’Arte e Design in Turin und das Art Center College of Design im kalifornischen Pasadena.
Mario Revelli di Beaumont verstarb am 29. Mai 1985 im Alter von 77 Jahren.

## Erfolge
- 1925 – 500-cm³-Europameister auf GR-J.A.P.